# St. Robert (Missouri)
St. Robert è un comune degli Stati Uniti d'America, situato nello Stato del Missouri, nella contea di Pulaski.